# Taverniera cuneifolia
Taverniera cuneifolia är en ärtväxtart som först beskrevs av Albrecht Wilhelm Roth, och fick sitt nu gällande namn av Syed Irtifaq Ali. Taverniera cuneifolia ingår i släktet Taverniera och familjen ärtväxter. Inga underarter finns listade i Catalogue of Life.